# National Arms Company
National Arms Company виробник вогнепальної зброї розташований в Брукліні, штата Нью-Йорк, яка процвітала протягом десятиліття в середині 19-го століття, приблизно під час громадянської війни в США.
Серед зброї яку компанія випускала був деррінджер, який стріляв набоями .41 Short (набій було представлено в 1863 році), та кишеньковий револьвер Даніеля Мура та Девіда Вільямсона під сосковий набій .32 калібру (який випускали під марками Мура та National Arms).
Сосковий набій .32 калібру Мура — унікальний набій розроблений для обходу патенту Ролліна Вайта, який належав Горасу Сміту та Даніелю Вессону. Набій був дуже популярним під час громадянської війни, як серед солдатів, так і серед військових. Сосковий набій не мав фланцю на донці, як звичайні набої, але мали закруглену задню частину, з невеликим "соском" який виступав через невеликий отвір у задній частині циліндра. У "соску" знаходилася капсульна суміш і при ударі курка відбувався постріл. Таким чином він був схожий на набій кільцевого запалення, але капсуль розташовувався не у фланці, а в центральному соску. Існувало два варіанти "сосків": круглий та плаский. Пласка версія частіше зустрічається серед колекціонерів.
National Arms випустила приблизно 30000 револьверів в період з 1864 по 1870 роки, до придбання її компанією Colt's Manufacturing Company. Компанія Кольт продовжила виробництво деррінджера під набій .41 rimfire після придбання компанії, у спробі вийти на ринок зброї під унітарні набої.